# 鈴木健二郎
鈴木 健二郎（すずき けんじろう、1940年1月3日 - 2007年4月25日）は、日本の熱工学者。

## 経歴
1940年、当時の中華民国・上海市出身。
1962年、京都大学工学部機械工学科卒業。神戸製鋼所勤務。
1964年、京都大学工学部機械工学科助手。
1971年、京都大学工学博士。
1975年、同助教授。
1986年、同教授。
1996年、日本機械学会 熱工学部門 部門長。
1998年、日本機械学会 熱工学部門 国際功績賞。
1999年、International Journal of Heat and Mass Transfer, Editor  (1999-2006)
1999年、日本伝熱学会 会長。
2001年、The Polish Government Medal Komisji Edukacji Narodowej
2002年、日本機械学会 関西支部長。
2003年、京都大学名誉教授。芝浦工業大学大学院シニア教授。
2004年、日本機械学会 熱工学部門 永年功績賞
2005年、日本機械学会 名誉員。
2005年、International Centre for Heat and Mass Transfer 理事会議長 (2005-2006)。
2006年、エネルギー・資源学会 副会長。

## 著書
- 『流体力学ハンドブック 第2版』（分担）丸善 1998
- Modelling of Transport Phenomena in Crystal Growth（共著）WIT Press (2000)